# 올라운더
올라운더는 비디오 게임과 스포츠 등에서 모든 역할을 골고루 하는 선수나 캐릭터 역할군을 가리키는 단어이다. 다재다능한 사람을 가리키는 용어이기도 하다.

## 능력
올라운더는 비디오 게임에서도 많은 역할을 수행하며 적에게 디버프를 걸거나 아군들에게 상태 강화 효과를 모두 부여한다. 올라운더가 되는 캐릭터는 비디오 게임 등에서 매우 중요한 역할을 하는 캐릭터가 된다. 그외에 게임의 모든 것을 잘다루는 사람들도 올라운더라고 한다. 이외에 스포츠에서도 잘 사용되는 단어인데 스포츠에서는 대표적으로 야구의 5툴 플레이어 등이 대표적인 올라운더의 선수라고 불린다.

## 같이 보기
- 비디오 게임
- 캐릭터 클래스
- 스포츠